# Tashkent Open 2001
Tashkent Open 2001 — жіночий тенісний турнір, що проходив на кортах з твердим покриттям у Ташкенті (Узбекистан). Належав до турнірів 4-ї категорії в рамках Туру WTA 2001. Відбувсь утретє і тривав з 11 до 17 червня 2001 року. Шоста сіяна Б'янка Ламаде здобула титул в одиночному розряді й отримала 22 тис. доларів США.

## Фінальна частина

### Одиночний розряд
Б'янка Ламаде —  Седа Норландер, 6–3, 2–6, 6–2
- Для Ламаде це був єдиний титул в одиночному розряді за кар'єру

### Парний розряд
Петра Мандула /  Патріція Вартуш —  Тетяна Перебийніс /  Тетяна Пучек, 6–1, 6–4